# Artéria testicular
A artéria testicular é ramo da aorta abdominal. 
Também chamada artéria espermática interna (em  documentos mais antigos), é uma ramificação da Aorta abdominal e vasculariza os testículos. São duas, cada uma vascularizando o testículo correspondente.
São dois vasos finos e de grande comprimento resultam na parte anterior da aorta um pouco abaixo das artérias renais.
Têm um trajecto obliquo-descendente e lateral, atrás do peritoneo, acompanhando o músculo Psoas.
A artéria testicular direita acompanha a parte anterior da veia cava inferior e passa por trás das artérias cólica média e da ileocólica, e da parte terminal do íleo.
A esquerda passa posteriormente as artérias cólica esquerda e sigmóide, e também posteriormente ao cólon ilíaco.
Cruzam obliquamente os ureteres correspondentes, e a parte inferior das artérias ilíacas externas, indo alcançar o anel inguinal abdominal onde entram no cordão espermático ao longo do canal inguinal até ao escroto, onde se torna a dividir em vários ramos.
Dois ou três desses ramos acompanham o canal deferente, e vascularizam o epidídimo, anastomosando-se com a artéria do canal deferente:
Outras perfuram a parte posterior da túnica albuginea e para vascularizar o testículo.
A artéria testicular fornece ainda um ou dois ramos para o ureter, e no canal inguinal fornece ainda mais um ou dois ramos para o músculo cremaster.